# Frasniano
| Carbonifero                                                                                         | Mississippiano | Tournaisiano | Più recente |
| Devoniano                                                                                           | Superiore      | Famenniano   | 372,15±0,46 |
| Devoniano                                                                                           | Superiore      | Frasniano    | 382,31±1,36 |
| Devoniano                                                                                           | Medio          | Givetiano    | 387,95±1,04 |
| Devoniano                                                                                           | Medio          | Eifeliano    | 393,47±0,99 |
| Devoniano                                                                                           | Inferiore      |              |             |
| Devoniano                                                                                           | Emsiano        | 410,62±1,95  |             |
| Devoniano                                                                                           | Praghiano      | 413,02±1,91  |             |
| Devoniano                                                                                           | Lochkoviano    | 419,62±1,36  |             |
| Siluriano                                                                                           | Pridoliano     | -            | Più antico  |
| Suddivisione del sistema del Devoniano secondo la Commissione internazionale di stratigrafia (ICS). |                |              |             |

Nella scala dei tempi geologici, il Frasniano rappresenta il primo dei due piani o età in cui è suddiviso il Devoniano superiore, l'ultima delle tre epoche del periodo Devoniano, che a sua volta è il quarto dei sei periodi in cui è suddivisa l'era del Paleozoico.
Il Frasniano è compreso tra 385,3 ± 2,6 e 374,5 ± 2,6 milioni di anni fa (Ma), preceduto dal Givetiano, l'ultimo piano del Devoniano medio, e seguito dal Famenniano.
I primi alberi conosciuti risalgono al Frasniano.

## Etimologia
Il nome del piano Frasniano è derivato da quello della località di Frasnes-lez-Couvin, nel comune di Couvin, nella provincia di Namur, in Belgio, ed è stato formalmente introdotto nella letteratura scientifica dal geologo belga Jules Gosselet nel 1879, in riferimento al Système du calcaire de Frasne menzionato per la prima volta da d'Omalius d'Halloy nel 1862.

## Definizioni stratigrafiche e GSSP
La base del Frasniano, che coincide anche con quella del Devoniano superiore, è fissata alla prima comparsa negli orizzonti stratigrafici dei conodonti della specie Ancyrodella rotundiloba, che rappresenta anche il livello di comparsa della zona del Polygnathus asymmetricus.
Il limite superiore è identificato dall'evento di estinzione di massa, noto come Kellwasser Event, che ha portato all'estinzione di tutti i conodonti dei generi Ancyrodella e Ozarkodina e di quasi tutte le specie di Palmatolepis, Polygnathus e Ancyrognathus. 

### GSSP
Il GSSP, il profilo stratigrafico di riferimento della Commissione Internazionale di Stratigrafia, è identificato in una sezione del Col du Puech de la Suque, presso Saint-Nazaire-de-Ladarez, nel dipartimento di Hérault, nella Montagne Noire, nel sud-ovest della Francia.

## Suddivisioni
Il Frasniano contiene sette biozone di conodonti:
- Zona della Palmatolepis linguiformis
- Zona della Palmatolepis rhenana
- Zona della Palmatolepis jamiae
- Zona della Palmatolepis hassi
- Zona della Palmatolepis punctata
- Zona della Palmatolepis transitans
- Zona della Palmatolepis falsiovalis